# Nationalversammlung (Laos)
Die Nationalversammlung (Lao: ສະພາແຫ່ງຊາດ, Sapha Heng Xat, französisch Assemblée Nationale) ist das Parlament im Einkammersystem von Laos.
Im marxistisch-leninistischen Einparteiensystem ist die zweimal jährlich zusammentretende Nationalversammlung politisch weniger wichtig als der zehnköpfige Ständige Ausschuss der Nationalversammlung und das elfköpfige Politbüro der Regierungspartei LRVP.

## Zusammensetzung

Nach der Parlamentswahl am 20. März 2016:
Laotische Revolutionäre Volkspartei (144)
Parteilose (5)

Alle fünf Jahre wird gewählt, ein Abgeordneter vertritt dabei 50.000 Menschen.
Die einzige zugelassene politische Partei im Land ist die Laotische Revolutionäre Volkspartei.
Bei den Wahlen am 30. April 2006 wurden 115 Abgeordnete für die 6. Legislaturperiode gewählt. Parlamentspräsident wurde Thongsing Thammavong.
Die 7. Legislaturperiode von 2011 bis 2016 hatte 132 Parlamentarier.
Nach der Wahl am 20. März 2016 gab es in der Nationalversammlung von Laos 149 Abgeordnete, davon 144 der Regierungspartei Laotische Revolutionäre Volkspartei und 5 Parteilose.

## Parlamentsgebäude
Das Parlament befindet sich in der Hauptstadt Vientiane.

Gebäude der Nationalversammlung von Laos in Vientiane
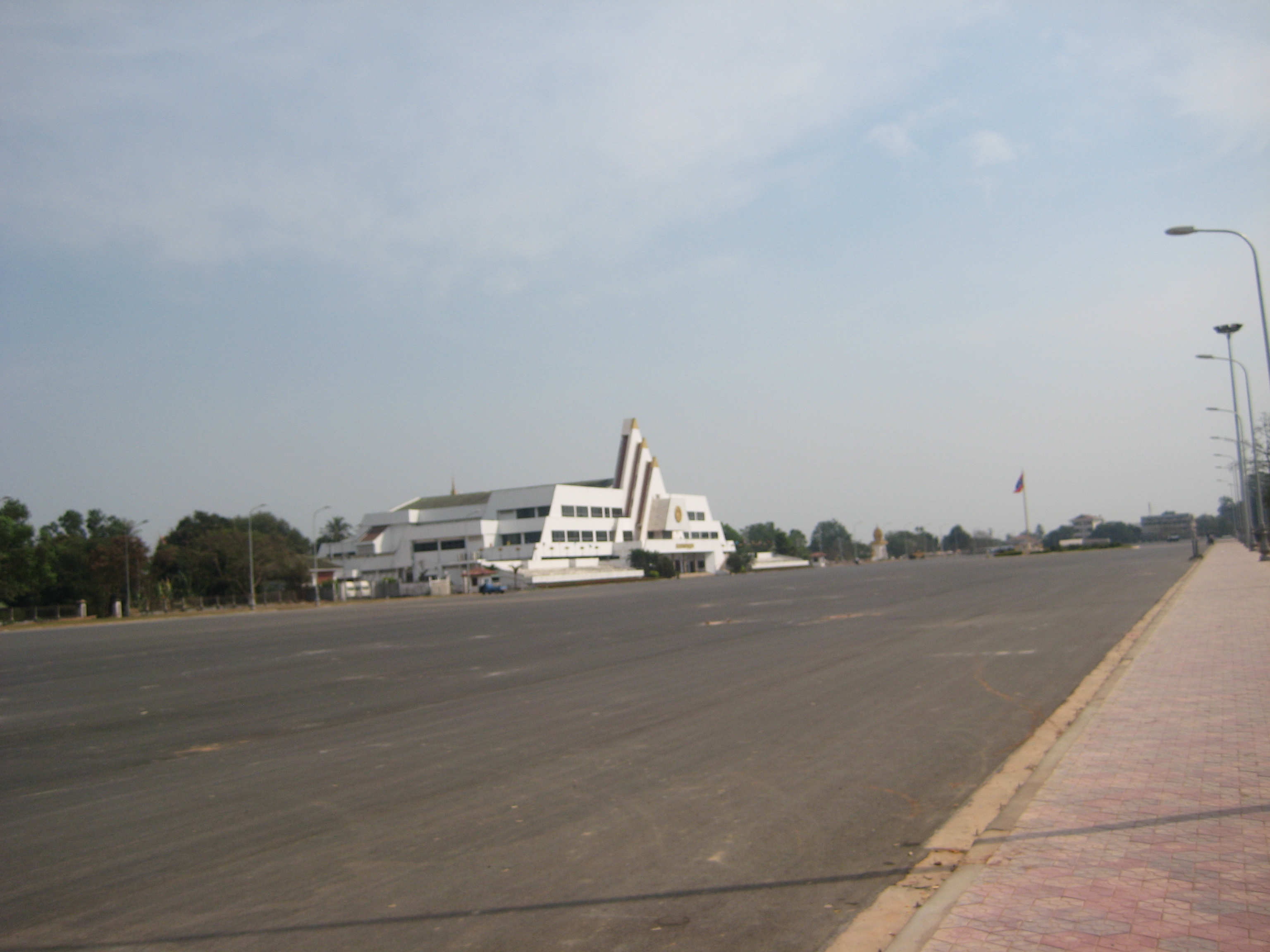
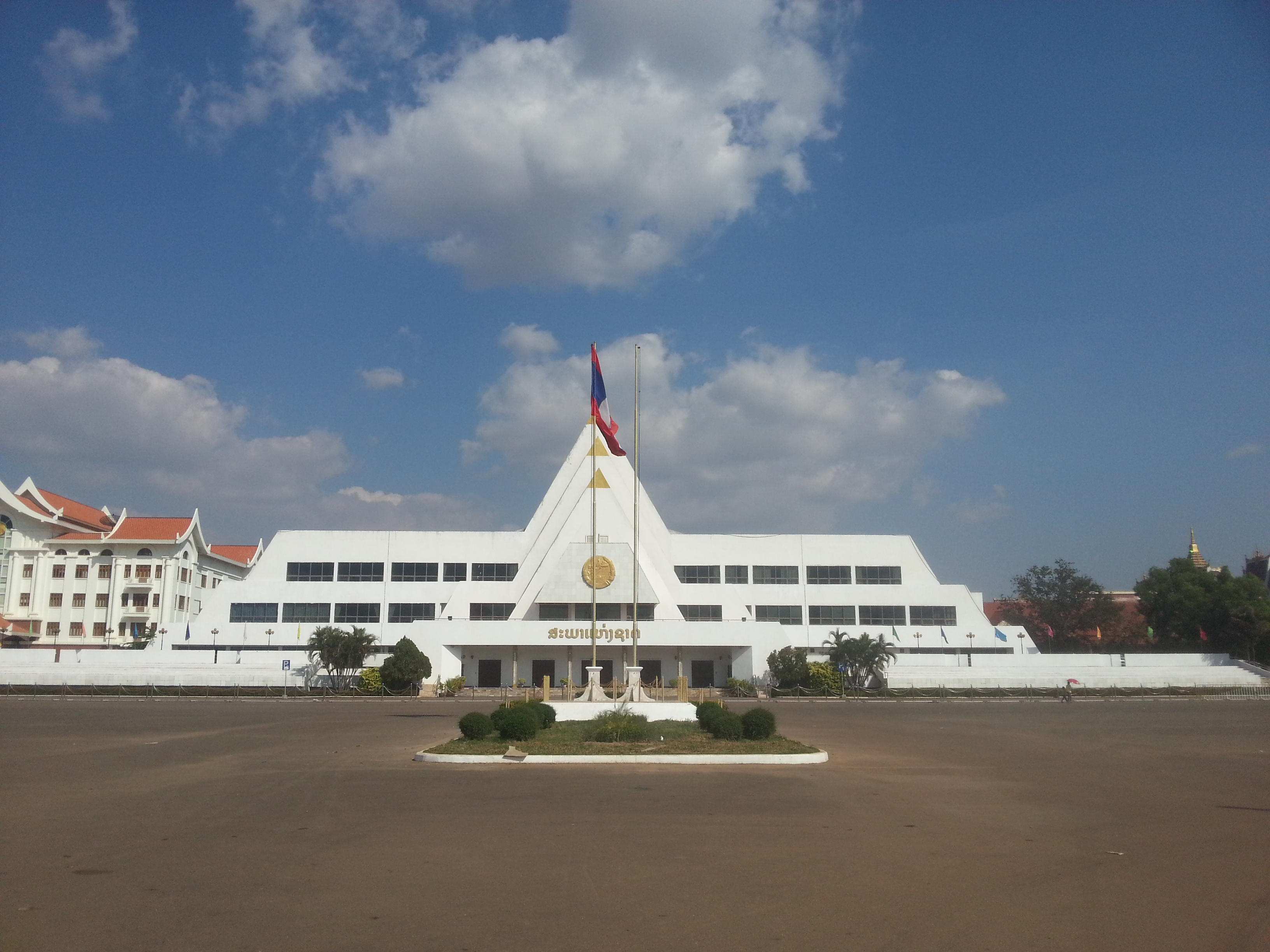
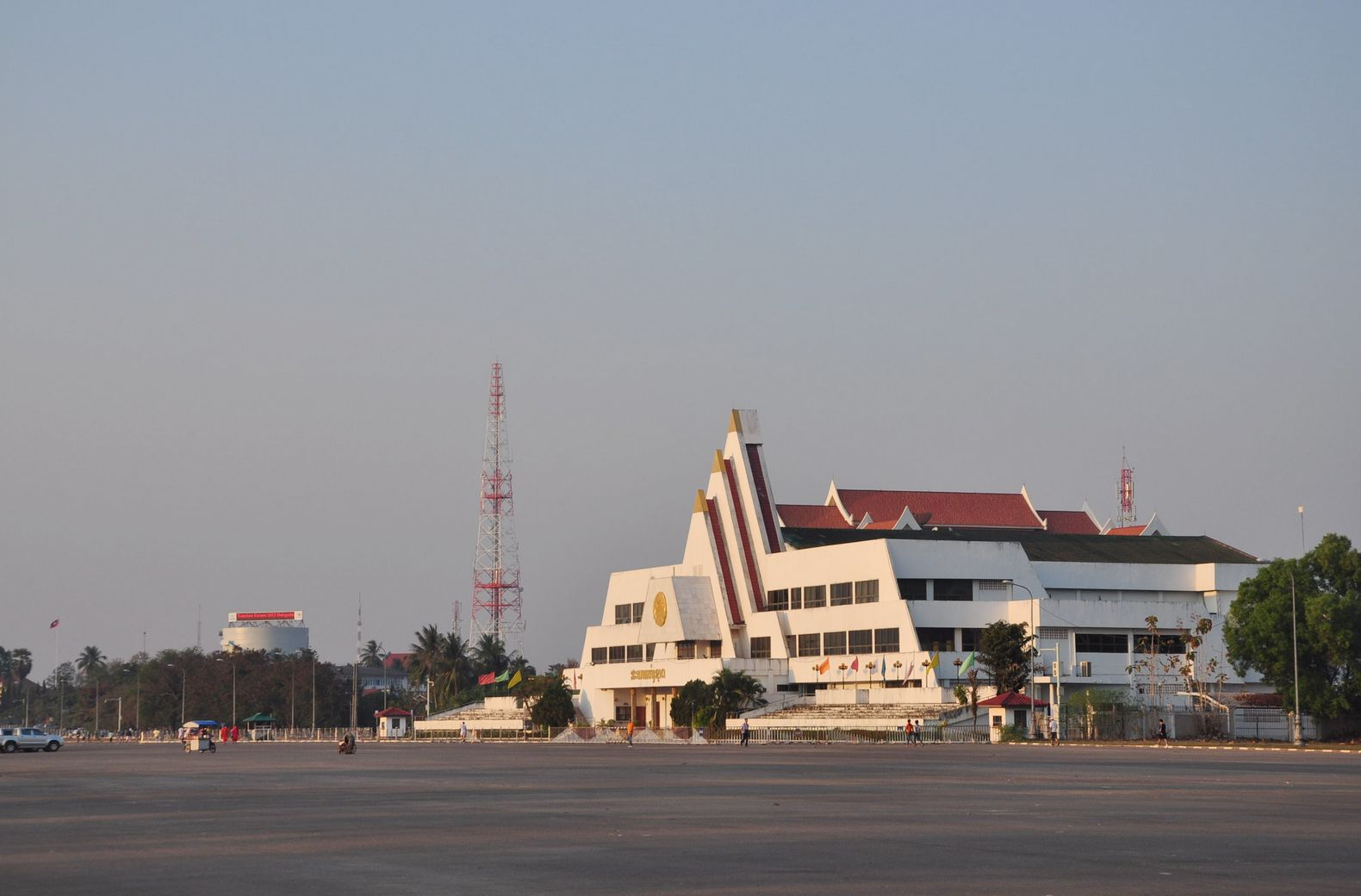